# Velike Pece
Velike Pece – wieś w Słowenii, w gminie Ivančna Gorica. W 2018 roku liczyła 98 mieszkańców.